# Novonatalivka, Ceaplînka
Novonatalivka (în ucraineană Новонаталівка) este localitatea de reședință a comunei Novonatalivka din raionul Ceaplînka, regiunea Herson, Ucraina.

## Demografie
Componența lingvistică a localității Novonatalivka
     Ucraineană (83,2%)
     Rusă (4,88%)
     Alte limbi (0,4%)
Conform recensământului din 2001, majoritatea populației localității Novonatalivka era vorbitoare de ucraineană (83,2%), existând în minoritate și vorbitori de rusă (4,88%).